# CBS/SONY SOUND IMAGE SERIES
『CBS/SONY SOUND IMAGE SERIES』（シービーエス・ソニー・サウンド・イメージ・シリーズ）は、1978年から1983年の間に、CBS・ソニーのプロデューサー（当時）橋本伸一によって企画された、細野晴臣、鈴木茂、山下達郎をはじめとする日本のトップ・サウンド・クリエイターによる作品、パフォーマンスを収録した企画アルバムのシリーズタイトルである。

## 解説
『PACIFIC』『NEW YORK』『エーゲ海(the AEGEAN SEA)』『SEASIDE LOVERS - MEMORIES IN BEACH HOUSE』の新規録音された4枚のアルバムに加え、同時期に同じ橋本が制作を担当した坂本龍一&カクトウギセッション『サマー・ナーヴス』（1979年作品）および『SEASIDE LOVERS - MEMORIES IN BEACH HOUSE』を除く前期3枚のアルバムからのセレクションによる2枚の企画アルバム『ISLAND MUSIC』『OFF SHORE』を合わせた6枚シリーズ。

## 作品リスト
- 『PACIFIC』 music by 細野晴臣、鈴木茂、山下達郎（1978年6月21日発売）
  - 25AH-426 (LP) CBS/SONY RECORDS
  - CSCL-1304 CD選書シリーズで再発 CBS/SONY RECORDS（1990年10月15日）
- 『NEW YORK』 music or arranged by 秋山一将、大村憲司、鈴木茂、竹田和夫、松木恒秀、松原正樹、水谷公生、矢島賢（1978年11月21日発売）
  - 25AH-503 (LP) CBS/SONY RECORDS
  - CSCL-1305 CD選書シリーズで再発 CBS/SONY RECORDS（1990年10月15日）
  - SRGL-618 Super Audio CDで再発 Sony Records（2001年1月11日）
- 『エーゲ海 (the AEGEAN SEA)』 music by 細野晴臣、石川鷹彦、松任谷正隆（1979年6月1日発売）
  - 25AH-506 (LP) CBS/SONY RECORDS
  - CSCL-1306 CD選書シリーズで再発 CBS/SONY RECORDS（1990年10月15日）
- 『ISLAND MUSIC』 music by 細野晴臣、山下達郎、坂本龍一、鈴木茂、松任谷正隆、石川鷹彦（1983年）
  - 上記3作品と坂本龍一＆カクトウギセッション『サマー・ナーヴス』からのセレクション・アルバム
  - 25AH 1423 (LP) CBS/SONY RECORDS
  - CSCL-1301 CD選書シリーズで再発 CBS/SONY RECORDS（1990年10月15日）
- 『OFF SHORE』 music by 細野晴臣、鈴木茂、松任谷正隆、秋山一将、坂本龍一、松原正樹、山下達郎（1983年）
  - 上記3作品と坂本龍一&カクトウギセッション『サマー・ナーヴス』からのセレクション・アルバム
  - 25AH 1424 (LP) CBS/SONY RECORDS
  - CSCL-1303 CD選書シリーズで再発 CBS/SONY RECORDS（1990年10月15日）
- 『SEASIDE LOVERS - MEMORIES IN BEACH HOUSE』music by 井上鑑、松任谷正隆、佐藤博（1983年5月21日発売）
  - 28AH 1521 (LP) , 38DH 40 (CD) CBS/SONY RECORDS
  - CSCL-1302 CD選書シリーズで再発 (1990年10月15日）
  - SRGL-609 Super Audio CDで再発 Sony Records（2000年7月5日）